# 至治 (元)
至治（しち）は、中国・元の英宗シデバラの治世で用いられた元号。1321年 - 1323年。モンゴル語史料ではČi-čiiと転写されている。
- 延祐7年12月1日：翌年より踰年改元の詔下る。
- 至治3年12月30日：翌年より泰定に踰年改元の詔下る。

## 西暦・干支との対照表
| 至治 | 元年   | 2年    | 3年    |
| 西暦 | 1321年 | 1322年 | 1323年 |
| 干支 | 辛酉   | 壬戌   | 癸亥   |